# Kiddushin
Kiddushin åsyftar generellt den judiska bröllopsceremonin och äger rum inför vittnen under en särskilt uppsatt baldakin, så kallad chuppah där mannen ger kvinnan en ring att sätta på höger långfinger. Efter detta steg i ceremonin läses sju särskilda välsignelser (sheva brakhot). Enligt judisk sed har även ett äktenskapskontrakt, så kallad ketubbah upprättats mellan makarna som ger detaljerad information om gemensamma skyldigheter mot varandra. Kiddushin mellan två personer kan endast upplösas genom skilsmässa eller genom den ena partnerns död.
Kiddushin är formellt en del av Nashim, den kodifierade regelsamlingen om äktenskap och kvinnors ansvar från ungefär år 200 e.Kr.